# Sumbing
Le Sumbing  est un stratovolcan actif de Java central en Indonésie. Il est symétrique du Sundoro.

## Histoire
La seule éruption historique connue date de 1730. Elle a créé un petit cratère phréatique au sommet.